# 徐葆光
徐 葆光（じょ ほこう、1671年 - 1723年）、字は亮直、号は澄斎。清の官僚。漢詩・書に堪能で、自ら二友老人と号した。
康熙10年（1671年）、江蘇省長洲県（現・蘇州市）に生まれる。康熙51年（1712年）に一甲第三名進士として科挙に登第し、翰林院編修となる。康熙58年（1719年）、琉球王国に冊封副使として赴き、尚敬王を冊封した。帰国後に、約8ヶ月間の滞在記録を『中山伝信録』としてまとめた。雍正元年（1723年）没。

## 著作
- 『中山伝信録』
- 『二友斎文集』
- 『二友斎詩集』
- 『海舶集』
- 『奉使琉球詩』